# Beschäftigungsbonus
Der Beschäftigungsbonus war ein für Österreich zwischen dem 1. Juli 2017 und 31. Jänner 2018 geltender Zuschuss zu den Lohnnebenkosten an Unternehmen, die während dieser Zeitspanne zusätzliche Beschäftigte einstellten, welche bereits zuvor im Inland beschäftigt waren oder im Inland ausgebildet wurden. Diese Form der Lohnsubvention sollte den Arbeitsmarkt beleben und zugleich den Arbeitskräftezuzug aus anderen Staaten eindämmen.
Zum Jänner 2018 lief die Maßnahme „Beschäftigungsbonus“ aus, und es wurden – bis auf bestimmte Ausnahmen bei der Einstellung von Ersatzkräften – nur noch Anträge bearbeitet, die bis zum 31. Jänner 2018 beim aws eingelangt waren.

## Förderbedingungen
Den Unternehmen sollten für neu geschaffene Arbeitsplätze für die Dauer von bis zu drei Jahren die Hälfte der gezahlten Lohnnebenkosten erstattet werden. Der Beschäftigungsbonus galt für die Beschäftigung von
- beim Arbeitsmarktservice (AMS) als arbeitslos gemeldeten Personen,
- Abgängern einer österreichischen Bildungseinrichtung, etwa der Schule oder der Universität
- bereits zuvor in Österreich beschäftigen Personen (Jobwechslern).[1]

Voraussetzung für den Zuschuss war eine bestimmte Mindestdauer der Beschäftigung. Nicht gefördert wurden Arbeitsplätze, die mit neu aus dem Ausland gekommenen Erwerbstätigen besetzt wurden.
Wird ein Arbeitsplatz bereits anderweitig auf ähnliche Weise subventioniert, etwa durch eine Förderung für Start-Ups, konnte er nicht zusätzlich gefördert werden, denn ein Doppelförderung war ausgeschlossen. Auch die Umwandlung von Leiharbeitsverhältnissen wurden nicht gefördert.

## Entwicklung
Der Beschäftigungsbonus sollte den Arbeitsmarkt beleben und zugleich den Arbeitskräftezuzug aus anderen Staaten eindämmen.
Das Bundeskanzleramt schätzte die Kosten für den Bonus zunächst auf bis zu drei Milliarden Euro. Anfang Mai 2017 sicherte der Ministerrat für den Zeitraum bis 2023 einen Förderungbetrag in Höhe von zwei Milliarden Euro für den Beschäftigungsbonus zu.
Am 22. Juni 2017 wurde das entsprechende Gesetz im Wirtschaftsausschuss des Nationalrats mit den Stimmen der Regierungsparteien SPÖ und ÖVP verabschiedet. Der Beschäftigungsbonus trat zum 1. Juli 2017 in Kraft; die ersten Auszahlungen wurden im Juli 2018 fällig.
Zum Jänner 2018 lief die Maßnahme „Beschäftigungsbonus“ per Umlaufbeschluss der seit Dezember 2017 amtierenden Bundesregierung Kurz I aus. Bearbeitet wurden nur noch Anträge, die bis zum 31. Jänner 2018 beim aws eingelangt waren. Schied allerdings eine Arbeitskraft, für die der Beschäftigungsbonus gewährt wurde, frühzeitig aus dem Unternehmen aus, nachdem das ursprünglich beantragte Arbeitsverhältnis zumindest vier Monate bestand, konnte für eine Ersatzkraft unter bestimmten Förderungsvoraussetzungen auch weiterhin ein Antrag auf Beschäftigungsbonus gestellt werden.
Laut Medienberichten von Anfang 2018 plante die Koalition die Lohnnebenkosten generell abzusenken statt den Beschäftigungsbonus weiterzuführen.
Über die Zeitspanne bis zum 31. Jänner 2018 wurden insgesamt 14.673 Anträge für insgesamt 79.300 Arbeitnehmer eingereicht, mit einem Gesamt-Fördervolumen von 1,13 Milliarden Euro.

## Kritik
Vor der Einführung wurden Bedenken laut, dass der Beschäftigungsbonus mit EU-Beihilfenrecht kollidiere, was bedeuten würde, dass Unternehmen den Zuschuss zurückzahlen müssten. Insbesondere wurde kritisiert, dass der Bonus eine indirekte Diskriminierung von EU-Bürgern darstelle. Das Wirtschaftsministerium vertrat hingegen die Auffassung, die Förderung sei mit dem EU-Recht konform, da sie nicht auf Staatsbürgerschaft oder Wohnsitz abstelle.
Kritisiert wurde, dass es absehbar sei, dass Konzerne mit hohem Personalbedarf bzw. Fluktuation am stärksten gefördert würden.
Teils wurde die Maßnahme als protektionistisch gerügt.
Die EU-Kommission befand den Beschäftigungsbonus für zwar mit dem Beihilfenrecht vereinbar, äußerte aber Zweifel, ob er mit der Arbeitnehmerfreizügigkeit vereinbar sei.